# Wolverine River (Murray River)
Der Wolverine River (wolverine englisch für „Vielfraß“) ist ein linker Nebenfluss des Murray River im Peace River Regional District im Nordosten der kanadischen Provinz British Columbia. Sein gesamter Verlauf liegt im Tumbler Ridge UNESCO Global Geopark.

## Flusslauf
Der Wolverine River verläuft in den östlichen Ausläufern der Hart Ranges, ein Teil der kanadischen Rocky Mountains. Sein Quellgebiet liegt an der Ostflanke der Albright Ridge auf einer Höhe von etwa 1400 m. Der Wolverine River fließt anfangs wenige Kilometer in Richtung Nordnordwest, bevor er nach Nordosten abbiegt. Die Tumbler Ridge Line, eine Nebenstrecke der British Columbia Railway, folgt nun dem Flusslauf bis nach Tumbler Ridge. Die Wolverine Forest Service Road folgt ebenfalls dem Flusslauf. Bei Flusskilometer 30 befindet sich am rechten Flussufer die Quintette Mine, am gegenüberliegenden Flussufer die Wolverine Mine (die Wolverine- und Mesa-Gruben). In beiden Minen wird Steinkohle für die Stahlproduktion im Tagebau gefördert und per Bahn nach Prince Rupert an die Pazifikküste transportiert. 4 km oberhalb der Mündung trifft der Bullmoose Creek, der bedeutendste Nebenfluss, von links auf den Wolverine River. 2 km oberhalb der Mündung überquert die Bahnlinie und der Highway 29 den Fluss. Die Mündung des Wolverine River in den Murray River befindet sich etwa einen Kilometer nordwestlich der Ortschaft Tumbler Ridge.
Das etwa 900 km² große Einzugsgebiet des Wolverine River grenzt im Westen an das des Sukunka River, im Norden an das des Gwillim River sowie im Osten und im Süden an das des Imperial Creek.